# Chromatophotina cofan
Chromatophotina cofan är en bönsyrseart som beskrevs av Malia Ana J. Rivera 2010. Chromatophotina cofan ingår i släktet Chromatophotina och familjen Mantidae. Inga underarter finns listade i Catalogue of Life.